# Davorin Dalipagić
Davorin Dalipagić (in serbo Даворин Далипагић?; Belgrado, 24 luglio 1976) è un ex cestista serbo naturalizzato sloveno.
È figlio di Dražen Dalipagić.

## Palmarès
- YUBA liga: 1

Partizan: 1995-96
- Campionato olandese: 1

Amsterdam: 2000-01
- Campionato cipriota: 2

AEL Limassol: 2003, 2004
- Coppa di Cipro: 1

AEL Limassol: 2004